# Niesamowita Marguerite
Niesamowita Marguerite (fr. Marguerite) – francusko-czesko-belgijski dramat filmowy z 2015 roku w reżyserii Xaviera Giannoli. Zdjęcia kręcono w Pradze.
Światowa premiera filmu miała miejsca 4 września 2015 roku w konkursie głównym podczas 72. MFF w Wenecji. W Polsce film dystrybuowany był w kinach przez Kino Świat od 1 kwietnia 2016 roku.

## Obsada
- Catherine Frot jako Marguerite Dumont
- André Marcon jako Georges Dumont
- Denis Mpunga jako Madelbos
- Michel Fau jako Atos Pezzini / Divo
- Christa Théret jako Hazel
- Sylvain Dieuaide jako Lucien Beaumont
- Aubert Fenoy jako Kyrill von Priest
- Théo Cholbi jako Diego
- Sophie Leboutte jako Félicité La Barbue

i inni

## Nagrody i nominacje
72. MFF w Wenecji
- nagroda: Nazareno Taddei Award − Xavier Giannoli
- nominacja: Złoty Lew − Xavier Giannoli
- nominacja: Green Drop Award − Xavier Giannoli

41. ceremonia wręczenia Cezarów
- nagroda: najlepsza aktorka − Catherine Frot
- nagroda: najlepsza scenografia − Martin Kurel
- nagroda: najlepsze kostiumy − Pierre-Jean Larroque
- nagroda: najlepszy dźwięk − François Musy i Gabriel Hafner
- nominacja: najlepszy film − Xavier Giannoli, Olivier Delbosc i Marc Missonnier
- nominacja: najlepsza reżyseria − Xavier Giannoli
- nominacja: najlepszy scenariusz oryginalny − Xavier Giannoli
- nominacja: najlepszy aktor w roli drugoplanowej − Michel Fau
- nominacja: najlepszy aktor w roli drugoplanowej − André Marcon
- nominacja: najlepsze zdjęcia − Glynn Speeckaert
- nominacja: najlepszy montaż − Cyril Nakache